# 2-硝基甲苯
2-硝基甲苯或邻硝基甲苯是一种有机化合物，化学式为CH3C6H4NO2。它是一种淡黄色液体，在不同溫度下以两种形式结晶，分別為为 α (−9.27 °C) 和 β (−3.17 °C)。它在化學合成上主要作為是邻甲苯胺的前体，是生产各种染料的中间体。  

## 合成与反应
2-硝基甲苯可由甲苯在−10 °C以上硝化而成 。然而，该反应會提供了2-硝化異構體和4-硝化异构体莫爾數比 2:1 的混合物。 
2-硝基甲苯的氯化得到氯硝基甲苯的两种异构体。类似地，硝化产生二硝基甲苯的两种异构体。
2-硝基甲苯主要用于生产染料前体邻甲苯胺。